# 朱朝㙡
鄢陵康懿王朱朝㙡（16世纪—？），明朝鄢陵长子朱勤炡的庶长子，鄢陵恭昭王朱睦枸之孙。
隆庆五年（1571年），朱勤炡去世。万历二年（1574年）十一月，因朱勤炡原配王氏已故，没有嫡子，明神宗准朱朝㙡由辅国将军改封為鄢陵長孙。
万历四年（1576年），朱睦枸去世。万历十九年（1591年），朱朝㙡袭封鄢陵王。他去世后，万历三十一年（1603年）五月，由嫡长子朱在受册袭封鄢陵王。